# Flavio Vega Villanueva
Flavio Vega Villanueva (n. Carhuaz, Áncash, Perú, 10 de abril de 1915 – m. Lima, 10 de enero del 2011) fue un matemático y profesor peruano. Se desempeñó durante varias décadas como catedrático de la Universidad Nacional Mayor de San Marcos, de cuya  Facultad de Ciencias fue decano (1964-1967). En dicha área ejerció una vasta labor renovadora.

## Biografía
Estudió la primaria en su tierra natal. A los 11 años de edad se trasladó a Chimbote y de allí se dirigió a Lima por vía marítima. En la capital cursó su educación secundaria en el Colegio Nacional Nuestra Señora de Guadalupe. Luego ingresó a la Universidad Nacional Mayor de San Marcos en 1938, cursando en la Facultad de Ciencias Biológicas, Físicas y Matemáticas. Egresó en 1941 en la especialidad de Matemáticas.
Empezó su actividad académica entre 1941 y 1943 como ayudante de las cátedras de Revisión y Elementos de Matemáticas, Geometría Descriptiva y Geometría Proyectiva. Fue el inicio de una carrera fecunda en San Marcos, que se extendió por cerca de 45 años, en la enseñanza de las diversas ramas de las matemáticas. Entre sus mayores logros profesionales destacan: el nuevo enfoque en la enseñanza de la Geometría Analítica; el impulso para la creación de un nuevo pabellón de Matemáticas en la Ciudad Universitaria; y la creación de la carrera de Computación, de la que egresó una primera promoción de cuatro alumnos (1970). Viajó por diversos países como Brasil, Estados Unidos, México y Francia, lo que le permitió adquirir mayor experiencia y conocimientos, así como la oportunidad de hacer contactos profesionales para beneficio de un gran número de becados. 
Fue el decimosexto decano de la Facultad de Ciencias de San Marcos, y como tal realizó una labor fructífera y renovadora (1964-1967). Modernizó la enseñanza de las ciencias básicas, es decir matemática, física y biología. Actualizó los currículos de las secciones preparatorias de medicina humana, veterinaria, farmacia y odontología. Impulsó el equipamiento de los laboratorios y aulas del pabellón de Ciencias en la Ciudad Universitaria, valiéndose de un convenio con el Banco Interamericano de Desarrollo. Favoreció la profesionalización de la Biología, la Física y la Matemática.
Fue también profesor de matemáticas en la Escuela Militar de Chorrillos por más de 20 años. Asimismo ejerció la docencia en otras instituciones académicas como la Escuela de Oficiales de la Guardia Civil, la Escuela de Investigaciones de la Policía y el Instituto Pedagógico Nacional. También fue profesor en el Colegio Militar Leoncio Prado, colegio público de educación secundaria militarizada, fundado en 1943, donde tuvo como colegas a otros destacados docentes como Humberto Santillán Arista (lenguaje y literatura) y Hermann Buse de la Guerra. 
Desde la década de 1960 hasta finales de los años 1980 trabajó en el Ministerio de Educación como consultor permanente en la formulación y elaboración de planes de educación, tanto para la formación del alumnado como del personal docente.
Fue miembro fundador y primer secretario de la Sociedad Matemática Peruana (SMP), fundada en 1957 a iniciativa de José Tola y entre cuyos primeros integrantes se contaban Francisco Miró Quesada Cantuarias, Rafael Dávila, Hernando Vásquez, José Ampuero y José Reátegui. Fue también miembro de la Asociación Peruana de Computación e Informática y del Colegio de Matemáticos del Perú. 

## Publicaciones
Entre sus numerosas publicaciones, destacamos las siguientes:
- Las matemáticas y su importancia.
- Sobre una propiedad de la recta de Newton.
- La Recta de Housel.

También fue autor de numerosos libros de texto escolar para el nivel primario y secundario, que se publicaron interrumpidamente entre 1951 y 1994. Y publicó muchos artículos periodísticos, principalmente en el diario El Comercio.

## Condecoraciones y distinciones
- Hijo Ilustre de Áncash.
- Palmas Magisteriales del Perú en el grado de Caballero, Educador, Maestro y Amauta, en 1963, 1987, 1988 y 2006 respectivamente.
- Profesor Emérito de la Universidad de San Marcos (1977).
- Medalla del Maestro, otorgado por la Municipalidad de Lima.
- Doctor honoris causa, por la Universidad Ricardo Palma.
- Varias promociones de área Educación- Matemática (UIGV) lo han nominado como padrino de promoción.